# Dasychira andulo
Dasychira andulo är en fjärilsart som beskrevs av Collenette 1936. Dasychira andulo ingår i släktet Dasychira och familjen tofsspinnare. Inga underarter finns listade i Catalogue of Life.